# Ruthless queen
Ruthless queen is een nummer afkomstig van het zesde studioalbum Phantom Of the Night uit 1978 en de twaalfde single van de Nederlandse symfonische rockgroep Kayak. Op 10 februari 1979 werd het nummer op single uitgebracht.

## Achtergrond
Het bombastische nummer is afkomstig van het zesde studioalbum Phantom of the night. Het nummer behandelt de scheiding man / vrouw, waarbij de man hopeloos en vernederd achterblijft (I can’t accept our love has been). Tot dan toe hadden de singles van Kayak redelijk succes; een plaatsje onder in de hilijsten of boven in de "Tipparade" of "Tip 30" daarvan was weggelegd voor de meeste pogingen de hitlijst te bereiken.
Met Ruthless queen had Kayak een voltreffer. De plaat werd op maandag 5 februari 1979 door dj Frits Spits in zijn populaire radioprogramma De Avondspits verkozen tot de 28e NOS Steunplaat van de week en op
zaterdag 24 februari 1979 was de plaat de 39e Favorietschijf bij de NCRV op Hilversum 3 en werd een gigantische hit in de destijds drie landelijke hitlijsten op de nationale publieke popzender. De plaat piekte op de 6e positie in de Nederlandse Top 40 en behaalde de 7e positie in zowel de Nationale Hitparade als de TROS Top 50. In de Europese hitlijst op Hilversum 3, de TROS Europarade, werd de 22e positie bereikt.
In België bereikte de plaat de 12e positie in de Vlaamse Radio 2 Top 30 en de 15e positie in de voorloper van de Vlaamse Ultratop 50. In Wallonië werd géén notering behaald.
Voor de fans van het eerste uur, die de band vanaf het begin volgden vanwege hun symfonische rock, ging het met de band qua muziek evenwel niet de goede richting op. B-kant was opnieuw Ivory Dance, dat ook al de B-kant was van de vorige single.
De plaat is ook bekend door de verkeerde klemtoon (ruth-LESS) van de titel. Ondanks de uitleg van (mede)schrijver Scherpenzeel hebben vele Engelstalige luisteraars vreemd opgekeken toen ze dit hoorden.
Sinds de allereerste editie in december 1999 staat de plaat onafgebroken genoteerd in de jaarlijkse NPO Radio 2 Top 2000 van de Nederlandse publieke radiozender NPO Radio 2, met als hoogste notering tot nu toe een 104e positie in 2009.

## Trivia
De Nederlandse zanger, dialoogregisseur en stemacteur Edward Reekers is de zanger op deze single en het gehele album Phantom of the Night.  Hij was de zanger van Kayak van 1978 tot de breuk in 1982.

## Hitnoteringen

### Nederlandse Top 40
| "Ruthless queen" in de Nederlandse Top 40 - binnen 24-02-1979 | "Ruthless queen" in de Nederlandse Top 40 - binnen 24-02-1979 | "Ruthless queen" in de Nederlandse Top 40 - binnen 24-02-1979 | "Ruthless queen" in de Nederlandse Top 40 - binnen 24-02-1979 | "Ruthless queen" in de Nederlandse Top 40 - binnen 24-02-1979 | "Ruthless queen" in de Nederlandse Top 40 - binnen 24-02-1979 | "Ruthless queen" in de Nederlandse Top 40 - binnen 24-02-1979 | "Ruthless queen" in de Nederlandse Top 40 - binnen 24-02-1979 | "Ruthless queen" in de Nederlandse Top 40 - binnen 24-02-1979 | "Ruthless queen" in de Nederlandse Top 40 - binnen 24-02-1979 | "Ruthless queen" in de Nederlandse Top 40 - binnen 24-02-1979 | "Ruthless queen" in de Nederlandse Top 40 - binnen 24-02-1979 |
| Week                                                          | 1                                                             | 2                                                             | 3                                                             | 4                                                             | 5                                                             | 6                                                             | 7                                                             | 8                                                             | 9                                                             | 10                                                            |                                                               |
| ------------------------------------------------------------- | ------------------------------------------------------------- | ------------------------------------------------------------- | ------------------------------------------------------------- | ------------------------------------------------------------- | ------------------------------------------------------------- | ------------------------------------------------------------- | ------------------------------------------------------------- | ------------------------------------------------------------- | ------------------------------------------------------------- | ------------------------------------------------------------- | ------------------------------------------------------------- |
| Nummer                                                        | 33                                                            | 23                                                            | 15                                                            | 9                                                             | 7                                                             | 6                                                             | 6                                                             | 9                                                             | 18                                                            | 26                                                            | uit                                                           |

### Nationale Hitparade
| "Ruthless queen" in de Nationale Hitparade - binnen: 03-03-1979 | "Ruthless queen" in de Nationale Hitparade - binnen: 03-03-1979 | "Ruthless queen" in de Nationale Hitparade - binnen: 03-03-1979 | "Ruthless queen" in de Nationale Hitparade - binnen: 03-03-1979 | "Ruthless queen" in de Nationale Hitparade - binnen: 03-03-1979 | "Ruthless queen" in de Nationale Hitparade - binnen: 03-03-1979 | "Ruthless queen" in de Nationale Hitparade - binnen: 03-03-1979 | "Ruthless queen" in de Nationale Hitparade - binnen: 03-03-1979 | "Ruthless queen" in de Nationale Hitparade - binnen: 03-03-1979 | "Ruthless queen" in de Nationale Hitparade - binnen: 03-03-1979 | "Ruthless queen" in de Nationale Hitparade - binnen: 03-03-1979 | "Ruthless queen" in de Nationale Hitparade - binnen: 03-03-1979 | "Ruthless queen" in de Nationale Hitparade - binnen: 03-03-1979 |
| Week                                                            | 1                                                               | 2                                                               | 3                                                               | 4                                                               | 5                                                               | 6                                                               | 7                                                               | 8                                                               | 9                                                               | 10                                                              | 11                                                              |                                                                 |
| --------------------------------------------------------------- | --------------------------------------------------------------- | --------------------------------------------------------------- | --------------------------------------------------------------- | --------------------------------------------------------------- | --------------------------------------------------------------- | --------------------------------------------------------------- | --------------------------------------------------------------- | --------------------------------------------------------------- | --------------------------------------------------------------- | --------------------------------------------------------------- | --------------------------------------------------------------- | --------------------------------------------------------------- |
| Nummer                                                          | 25                                                              | 17                                                              | 12                                                              | 7                                                               | 11                                                              | 9                                                               | 18                                                              | 19                                                              | 34                                                              | 44                                                              | 45                                                              | uit                                                             |

### TROS Top 50
Hitnotering: 22-02-1979 t/m 03-05-1979. Hoogste notering: #7 (2 weken).

### TROS Europarade
Hitnotering: 12-04-1979. Hoogste notering: #22 (1 week).

### Evergreen Top 1000
| Evergreen Top 1000 "Ruthless Queen" | Evergreen Top 1000 "Ruthless Queen" | Evergreen Top 1000 "Ruthless Queen" | Evergreen Top 1000 "Ruthless Queen" | Evergreen Top 1000 "Ruthless Queen" | Evergreen Top 1000 "Ruthless Queen" | Evergreen Top 1000 "Ruthless Queen" | Evergreen Top 1000 "Ruthless Queen" | Evergreen Top 1000 "Ruthless Queen" | Evergreen Top 1000 "Ruthless Queen" | Evergreen Top 1000 "Ruthless Queen" | Evergreen Top 1000 "Ruthless Queen" | Evergreen Top 1000 "Ruthless Queen" | Evergreen Top 1000 "Ruthless Queen" | Evergreen Top 1000 "Ruthless Queen" | Evergreen Top 1000 "Ruthless Queen" | Evergreen Top 1000 "Ruthless Queen" |
| Jaar                                | 2008                                | 2009                                | 2010                                | 2011                                | 2012                                | 2013                                | 2014                                | 2015                                | 2016                                | 2017                                | 2018                                | 2019                                | 2020                                | 2021                                | 2022                                | 2023                                |
| ----------------------------------- | ----------------------------------- | ----------------------------------- | ----------------------------------- | ----------------------------------- | ----------------------------------- | ----------------------------------- | ----------------------------------- | ----------------------------------- | ----------------------------------- | ----------------------------------- | ----------------------------------- | ----------------------------------- | ----------------------------------- | ----------------------------------- | ----------------------------------- | ----------------------------------- |
| Positie                             | -                                   | -                                   | -                                   | -                                   | -                                   | 345                                 | 312                                 | 437                                 | 173                                 | 153                                 | 108                                 | 122                                 | 97                                  | 87                                  | 59                                  | 66                                  |

### NPO Radio 2 Top 2000
| Nummer met noteringen in de NPO Radio 2 Top 2000 | '99 | '00 | '01 | '02 | '03 | '04 | '05 | '06 | '07 | '08 | '09 | '10 | '11 | '12 | '13 | '14 | '15 | '16 | '17 | '18 | '19 | '20 | '21 | '22 | '23 | '24 |
| ------------------------------------------------ | --- | --- | --- | --- | --- | --- | --- | --- | --- | --- | --- | --- | --- | --- | --- | --- | --- | --- | --- | --- | --- | --- | --- | --- | --- | --- |
| Ruthless queen                                   | 251 | 113 | 110 | 157 | 115 | 147 | 130 | 120 | 142 | 129 | 104 | 108 | 148 | 164 | 170 | 185 | 226 | 266 | 239 | 283 | 273 | 284 | 219 | 264 | 309 | 379 |

1. ↑  Een vetgedrukt getal geeft de hoogste notering aan.